# Meg Murry
Margaret « Meg » Murry O'Keefe est le personnage principal du roman de science fantasy Time Quintet (en) de  l'écrivaine américaine Madeleine L'Engle. 
Meg Murry est la fille des deux scientifiques et la sœur des jumeaux Sandy et Dennys Murry (en) et du télépathe Charles Wallace Murry (en), et la mère de Polly O'Keefe (en) et d'autres dans la série de livres « O'Keefe ». Âgée de quatorze ans lorsqu'elle a été introduite dans Time Quintet (en) (1962), elle a trente-six ans et est mère de sept enfants dans sa deuxième apparition publiée, The Arm of the Starfish (en) (1965). 
Les aventures de Meg, de ses trois frères et de ses deux aînés se déroulent dans huit livres, écrits entre 1959 et 1989. Un autre roman  de la série, sur Meg devenue adulte, commencé dans les années 1990, reste inachevé.